# Heliotropismus
Unter Heliotropismus (von altgr. ἥλιος hélios „Sonne“ und τροπή tropé „Wendung“, zu deutsch „Hinwendung zur Sonne“) versteht man die Eigenschaft von Pflanzen und Tieren, Wachstum und Bewegung nach der Sonne auszurichten. Im Unterschied dazu bezeichnet Phototropismus die Eigenschaft, in Richtung des Lichts zu wachsen.
Unter negativem Heliotropismus versteht man die Bewegung der Pflanze/des Tiers vom Licht weg.

## Heliotropismus bei Pflanzen
Heliotrope Pflanzen verfolgen die Bewegung der Sonne von Osten nach Westen. Es kann sich hierbei um die Bewegung von Blüten oder Blättern oder von beidem handeln. Während der Nacht können die Pflanzen einen zufälligen Kurs annehmen, während sie sich in der Morgendämmerung wieder nach Osten ausrichten, dorthin wo die Sonne aufgeht. Dieses Verhalten zeigt zum Beispiel die alpine Hahnenfuß-Art Ranunculus adoneus und die noch ungeöffneten Blüten der Sonnenblume (Helianthus annuus).
Die Bewegung wird von Motorzellen in einem flexiblen Segment, dem sogenannten Pulvinus ausgeführt, das sich gerade unterhalb der Blüte oder des Blattes befindet. Die Motorzellen sind darauf spezialisiert, Kaliumionen in nahe gelegene Gewebe zu pumpen, wodurch sich der Wanddruck der Zellen ändert. Das Segment beugt sich, weil die Motorzellen an der Schattenseite aufgrund einer Zunahme des Turgors länger werden. Heliotropismus reagiert auf blaues Licht. Wenn eine heliotrope Art nachts mit einer roten Bedeckung versehen wird, die blaues Licht blockiert, wendet sich die Pflanze der Sonne am nächsten Morgen nicht zu. Jedoch bei Bedeckung mit einem blaudurchlässigen Material folgt sie der Sonne.
Ein wichtiger Unterschied zum Phototropismus ist die Reversibilität des Heliotropismus, da die länglichen Motorzellen nachts ihre Originalgröße wieder einnehmen können.
Die Ausrichtung von Blättern zur Sonne wird als Blattheliotropismus bezeichnet. Dabei spricht man bei einer senkrechten Ausrichtung zur Sonne von Diaheliotropismus und bei einer mehr oder weniger parallelen Ausrichtung von Paraheliotropismus. Bei manchen Pflanzen kann die diaheliotropische Ausrichtung zu ungünstigen Zeiten (z. B. bei Trockenheit, hohen Temperaturen; meist gegen Mittag) in eine paraheliotropische übergehen.
Blütenheliotropismus tritt nicht notwendigerweise bei den gleichen Pflanzen auf wie Blattheliotropismus.